# Let's See Action
«Let's See Action» es una canción del grupo británico The Who compuesta por el guitarrista Pete Townshend. Fue publicada como sencillo en el Reino Unido en 1971 y alcanzó el puesto dieciséis en la lista UK Singles Chart. Es uno de los varios homenajes de Townshend a Meher Baba, como «Baba O'Riley» y «Don't Let Go the Coat».

## Historia
«Let's See Action» es el primero de tres sencillos de The Who no incluidos en ningún álbum procedentes del proyecto Lifehouse, una ópera rock abortada. La versión demo de Townshend, que apareció en su primer álbum en solitario, Who Came First, con el título de «Nothing Is Everything (Let's See Action)», es más larga que la publicada como sencillo y contiene el verso adicional: «Rumor has it minds are open. Then rumors fill them up with lies». John Entwistle, bajista del grupo, dijo que la canción era Townshend «intentando hablar a los niños en general». Según John Atkins, biógrafo del grupo, la canción extrae ideas de las enseñanzas de Meher Baba, que abarca «la búsqueda del alma y el uso de los impulsos positivos desde dentro».

## Personal
- Roger Daltrey: voz
- John Entwistle: bajo y trompa
- Pete Townshend: guitarra, sintetizador y voz
- Keith Moon: batería
- Nicky Hopkins: piano